# کالوچا ۸۲۰۹۲
سیارک ۸۲۰۹۲ (به انگلیسی: 82092 Kalocsa، نامگذاری:2001DV86) هشتاد و دو هزار و نود و دومین سیارک کشف شده‌است که در ۲۷ فوریه ۲۰۰۱ کشف شد.